# Milies
Milies (Grieks: Μηλιές) is een dorp en een deelgemeente (dimotiki enotita) van de fusiegemeente (dimos) Notio Pilio.

## Bestuurlijke indeling
De gemeente Milies is omvat de volgende dorpsgemeenschappen en gehuchten::
- Milies
- Agios Georgios Nileas (Agia Triada (Magnesia), Ano Gatzea, Dyo Remata, Kato Gatzea)
- Kala Nera
- Pinakates (Agios Athanasios)
- Vyzitsa (Argyreika)

## Verkeer en vervoer

### Spoorwegen
Milies is het eindpunt van de Moutzouris spoorlijn.